# Веслування на байдарках і каное на літніх Олімпійських іграх 2024 — байдарки-двійки, 500 метрів (жінки)
Змагання з веслування на байдарках-двійках на дистанції 500 м серед жінок на літніх Олімпійських іграх 2024 відбудуться 6 і 9 серпня на Національному олімпійському морському стадіоні Іль-де-Франс у Вер-сюр-Марні.

## Розклад
Вказано центральноєвропейський літній час (UTC+2)
Змагання відбуваються в два дні, по два раунди щодня.
| Дата          | Час         | Раунд                          |
| ------------- | ----------- | ------------------------------ |
| 6 серпня 2024 | 12:10 14:10 | Попередні запливи Чвертьфінали |
| 9 серпня 2024 | 10:50 13:00 | Півфінали Фінали               |

## Результати

### Попередні запливи
Система виходу далі: 1-2-ге місця до півфіналів, решта — до чвертьфіналів..

#### 1-й заплив
| Місце | Доріжка | Байдарочниці                             | Країна          | Час     | Нотатки |
| ----- | ------- | ---------------------------------------- | --------------- | ------- | ------- |
| 1     | 7       | Пауліне Яґш Лена Релінґс                 | Німеччина (GER) | 1:41.45 | SF      |
| 2     | 4       | Юй Шимен Чень Юйле                       | Китай (CHN)     | 1:42.70 | SF      |
| 3     | 5       | Емма Єргенсен Фредерікке Гауґе Маттієсен | Данія (DEN)     | 1:45.02 | QF      |
| 4     | 6       | Манон Остан Ваніна Паолетті              | Франція (FRA)   | 1:45.34 | QF      |
| 5     | 3       | Марія Вірік Анна Марґрете Слетше         | Норвегія (NOR)  | 1:47.17 | QF      |

#### 2-й заплив
| Місце | Доріжка | Байдарочниці                   | Країна              | Час     | Нотатки |
| ----- | ------- | ------------------------------ | ------------------- | ------- | ------- |
| 1     | 5       | Ліза Керрінгтон Алісія Госкін  | Нова Зеландія (NZL) | 1:41.05 | SF      |
| 2     | 4       | Ермієн Петерс Лізе Брукс       | Бельгія (BEL)       | 1:41.80 | SF      |
| 3     | 7       | Тамара Чіпеш Аліда Дора Ґажо   | Угорщина (HUN)      | 1:42.68 | QF      |
| 4     | 6       | Елла Бір Алісса Булл           | Австралія (AUS)     | 1:46.21 | QF      |
| 5     | 3       | Тіффані Амбер Кох Есті Олів'єр | ПАР (RSA)           | 1:52.14 | QF      |

#### 3-й заплив
| Місце | Доріжка | Байдарочниці                    | Країна              | Час     | Нотатки |
| ----- | ------- | ------------------------------- | ------------------- | ------- | ------- |
| 1     | 5       | Мартина Клатт Гелена Висневська | Польща (POL)        | 1:40.95 | SF      |
| 2     | 4       | Лінеа Стенсілс Моа Вікберґ      | Швеція (SWE)        | 1:40.97 | SF      |
| 3     | 3       | Кортні Слотт Наталі Девісон     | Канада (CAN)        | 1:44.35 | QF      |
| 4     | 7       | Еймі Фішер Люсі Мейтгер         | Нова Зеландія (NZL) | 1:46.52 | QF      |
| 5     | 6       | Кароліна Гарсія Сара Оузанде    | Іспанія (ESP)       | 1:49.01 | QF      |

#### 4-й заплив
| Місце | Доріжка | Байдарочниці                  | Країна           | Час     | Нотатки |
| ----- | ------- | ----------------------------- | ---------------- | ------- | ------- |
| 1     | 5       | Пауліна Пашек Юле Гаке        | Німеччина (GER)  | 1:39.03 | SF      |
| 2     | 7       | Кароліна Ная Анна Пулавська   | Польща (POL)     | 1:39.18 | SF      |
| 3     | 4       | Ноемі Пупп Сара Фойт          | Угорщина (HUN)   | 1:39.44 | QF      |
| 4     | 6       | Селма Конейн Рут Ворсселман   | Нідерланди (NED) | 1:43.91 | QF      |
| 5     | 3       | Каріна Аланіс Беатріс Бріонес | Мексика (MEX)    | 1:44.87 | QF      |

### Чвертьфінали
Система виходу далі: 1-4-те місця до півфіналів, решта вибувають.

#### Чвертьфінал 1
| Місце | Доріжка | Байдарочниці                             | Країна           | Час     | Нотатки |
| ----- | ------- | ---------------------------------------- | ---------------- | ------- | ------- |
| 1     | 3       | Селма Конейн Рут Ворсселман              | Нідерланди (NED) | 1:40.93 | SF      |
| 2     | 6       | Елла Бір Алісса Булл                     | Австралія (AUS)  | 1:41.89 | SF      |
| 3     | 2       | Кароліна Гарсія Сара Оузанде             | Іспанія (ESP)    | 1:42.03 | SF      |
| 4     | 4       | Кортні Слотт Наталі Девісон              | Канада (CAN)     | 1:42.58 | SF      |
| 5     | 5       | Емма Єргенсен Фредерікке Гауґе Маттієсен | Данія (DEN)      | 1:42.61 | X       |
| 6     | 7       | Марія Вірік Анна Марґрете Слетше         | Норвегія (NOR)   | 1:43.28 | X       |

#### Чвертьфінал 2
| Місце | Доріжка | Байдарочниці                   | Країна              | Час     | Нотатки |
| ----- | ------- | ------------------------------ | ------------------- | ------- | ------- |
| 1     | 5       | Тамара Чіпеш Аліда Дора Ґажо   | Угорщина (HUN)      | 1:40.57 | SF      |
| 2     | 6       | Манон Остан Ваніна Паолетті    | Франція (FRA)       | 1:41.43 | SF      |
| 3     | 2       | Каріна Аланіс Беатріс Бріонес  | Мексика (MEX)       | 1:41.45 | SF      |
| 4     | 4       | Ноемі Пупп Сара Фойт           | Угорщина (HUN)      | 1:41.90 | SF      |
| 5     | 3       | Еймі Фішер Люсі Мейтгер        | Нова Зеландія (NZL) | 1:44.45 | X       |
| 6     | 7       | Тіффані Амбер Кох Есті Олів'єр | ПАР (RSA)           | 1:46.40 | X       |

### Півфінали
Система виходу далі: 1-4-те місця до фіналу A, решта — до фіналу B.

#### Півфінал 1
| Місце | Доріжка | Байдарочниці                    | Країна          | Час     | Нотатки |
| ----- | ------- | ------------------------------- | --------------- | ------- | ------- |
| 1     | 4       | Пауліне Яґш Лена Релінґс        | Німеччина (GER) | 1:39.51 | FA      |
| 2     | 3       | Ермієн Петерс Лізе Брукс        | Бельгія (BEL)   | 1:39.74 | FA      |
| 3     | 2       | Тамара Чіпеш Аліда Дора Ґажо    | Угорщина (HUN)  | 1:39.76 | FA      |
| 4     | 7       | Елла Бір Алісса Булл            | Австралія (AUS) | 1:40.26 | FA      |
| 5     | 1       | Каріна Аланіс Беатріс Бріонес   | Мексика (MEX)   | 1:40.39 | FB      |
| 6     | 5       | Мартина Клатт Гелена Висневська | Польща (POL)    | 1:40.73 | FB      |
| 7     | 6       | Кароліна Ная Анна Пулавська     | Польща (POL)    | 1:42.14 | FB      |
| 8     | 8       | Кортні Слотт Наталі Девісон     | Канада (CAN)    | 1:42.57 | FB      |

#### Півфінал 2
| Місце | Доріжка | Байдарочниці                  | Країна              | Час     | Нотатки |
| ----- | ------- | ----------------------------- | ------------------- | ------- | ------- |
| 1     | 4       | Ліза Керрінгтон Алісія Госкін | Нова Зеландія (NZL) | 1:38.52 | FA      |
| 2     | 5       | Пауліна Пашек Юле Гаке        | Німеччина (GER)     | 1:38.84 | FA      |
| 3     | 2       | Селма Конейн Рут Ворсселман   | Нідерланди (NED)    | 1:39.49 | FA      |
| 4     | 8       | Ноемі Пупп Сара Фойт          | Угорщина (HUN)      | 1:39.89 | FA      |
| 5     | 6       | Лінеа Стенсілс Моа Вікберґ    | Швеція (SWE)        | 1:40.06 | FB      |
| 6     | 1       | Кароліна Гарсія Сара Оузанде  | Іспанія (ESP)       | 1:40.23 | FB      |
| 7     | 7       | Манон Остан Ваніна Паолетті   | Франція (FRA)       | 1:40.62 | FB      |
| 8     | 3       | Юй Шимен Чень Юйле            | Китай (CHN)         | 1:44.45 | FB      |

### Фінали

#### Фінал A
| Місце | Доріжка | Байдарочниці                  | Країна              | Час     | Нотатки |
| ----- | ------- | ----------------------------- | ------------------- | ------- | ------- |
| 1     | 4       | Ліза Керрінгтон Алісія Госкін | Нова Зеландія (NZL) | 1:37.28 |         |
| 2     | 7       | Тамара Чіпеш Аліда Дора Ґажо  | Угорщина (HUN)      | 1:39.39 |         |
| 3     | 6       | Пауліна Пашек Юле Гаке        | Німеччина (GER)     | 1:39.46 |         |
| 3     | 8       | Ноемі Пупп Сара Фойт          | Угорщина (HUN)      | 1:39.46 |         |
| 5     | 3       | Ермієн Петерс Лізе Брукс      | Бельгія (BEL)       | 1:39.84 |         |
| 6     | 5       | Пауліне Яґш Лена Релінґс      | Німеччина (GER)     | 1:40.09 |         |
| 7     | 1       | Елла Бір Алісса Булл          | Австралія (AUS)     | 1:40.94 |         |
| 8     | 2       | Селма Конейн Рут Ворсселман   | Нідерланди (NED)    | 1:41.26 |         |

#### Фінал B
| Місце | Доріжка | Байдарочниці                    | Країна        | Час     | Нотатки |
| ----- | ------- | ------------------------------- | ------------- | ------- | ------- |
| 9     | 4       | Лінеа Стенсілс Моа Вікберґ      | Швеція (SWE)  | 1:42.05 |         |
| 10    | 5       | Каріна Аланіс Беатріс Бріонес   | Мексика (MEX) | 1:43.70 |         |
| 11    | 3       | Мартина Клатт Гелена Висневська | Польща (POL)  | 1:43.82 |         |
| 12    | 7       | Кароліна Ная Анна Пулавська     | Польща (POL)  | 1:44.50 |         |
| 13    | 2       | Манон Остан Ваніна Паолетті     | Франція (FRA) | 1:45.18 |         |
| 14    | 8       | Юй Шимен Чень Юйле              | Китай (CHN)   | 1:46.26 |         |
| 15    | 1       | Кортні Слотт Наталі Девісон     | Канада (CAN)  | 1:46.96 |         |
|       | 6       | Кароліна Гарсія Сара Оузанде    | Іспанія (ESP) | DNF     |         |